# Бернштейн, Чарльз
Ча́рльз Бернште́йн (Бернстин) (англ. Charles Bernstein; род. 1950, Нью-Йорк, США) — американский писатель, поэт, эссеист и переводчик, педагог, редактор.

## Биография и профессиональная деятельность
Родился в Нью-Йорке (США), получил степень бакалавра в Гарвардском колледже (Harvard College), степень магистра — в Университете Пенсильвании.
Преподавал литературу, сравнительное литературоведение, в Государственном университете Нью-Йорка, Университете Колумбии, Университете Брауна, Принстонском университете, Калифорнийском университете (Сан-Диего) и др.
С 2003 г. по настоящее время — профессор английской литературы и сравнительного литературоведения в Университете Пенсильвании.
Первая книга, называвшаяся «Приюты» (Asylums), вышла в 1975 г. В настоящее время Бернштейн — автор более 20 поэтических сборников и нескольких сборников эссе. Также Бернштейн является автором нескольких либретто для опер и мюзиклов таких композиторов, как Бен Ярмолински (Ben Yarmolinsky), Брайан Фернихоу (Brian Ferneyhough) и Дин Драммонд (Dean Drummond).
Редактор нескольких поэтических антологий и сборников статей по проблемам поэтики. Бернштейн — один из наиболее значительных представителей направления «поэзии языка».
С 1978 по 1981 год Бернштейн был соучредителем и редактором журнала «L=A=N=G=U=A=G=E». В настоящее время он является исполнительным редактором и соучредителем Центра электронной поэзии Нью-Йоркского университета города Буффало. С 2004 года является главным редактором Электронногопоэтического центра и соредактором «Пенсаунд» — аудиотеки Пенсильванскогоуниверситета, где он является заслуженным профессором имени Ригана факультетов английского языка и сравнительного литературоведения.
Награждён рядом премий, в том числе — премией национального фонда искусств (1980), премией Роя Харви Пирса «Архив новой поэзии» (1999), стипендиат Нью-Йоркского Фонда искусств (1990 и 1995), фонда Гуггенхайма (1985), и др.; член американской академии наук и искусств (2006).

## Чарльз Бернштейн и «поэзия языка»
К направлению «поэзии языка» относят, кроме самого Чарльза Бернштейна, американских поэтов Брюса Эндрюса, Лин Хеджинян, Дугласа Мессерли, Боба Перельмана, Баррета Уоттена, Майкла Палмера, Рона Силлимана, Лесли Скалапино, Майкла Дэвидсона, Кларка Кулиджа и др. (см.).
Манифестом «поэзии языка» считается трактат Чарльза Бернштейна «Изощренность поглощения» (Artifice of Absorbtion), первое издание — 1987 г. Перевод на русский язык был выполнен Алексеем Парщиковым, Патриком Генри и Марком Шатуновским в 2006 г. и издан в журнале «Современная поэзия» (№ 2 (3)- № 3 (4))), первое издание в виде отдельной книги вышло в 2008:

«Изощренностью» (artifice) Бершнтейн называет всё разнообразие поведения автора в обращении с текстом, весь спектр литературных и исполнительских приемов, ухищрений или трюков (каждое из этих значений содержится в слове «artifice»). Поэтика трюка, его «вывихнутая» логика — в сличении двух состояний реальности одного процесса с пропущенным звеном. И Бернштейн как раз стремится открыть механизм приема, чтобы проследить его воздействие на воспринимающего, будь то писатель или критик.
Алексей Парщиков. Предисловие к изданию трактата «Изощренность поглощения»

Полноценных исследований американской «поэзии языка» на русском в настоящее время нет. Алексей Парщиков возводил её корни к философии Витгенштейна, французскому пост-структурализму, русскому формализму, франкфуртской школе, опытам объективистов (см.).

Рассматривая искусство и литературную критику как явления, идеологические в силу самой своей природы, поэты, принадлежащие к этой школе, отрицают присущие модернизму закрытые формы, иерархичность, представления об эпифании и трансцендентности, такие категории, как жанр и канонический текст (то есть признанные литературные шедевры). На их место они хотят поставить открытые формы и поликультурные тексты. Они заимствуют образы из арсенала поп-культуры, средств массовой информации — и пересоздают их заново. Как и поэзия перформансов, «поэзия языка» противится интерпретации и требует от читателя прямого соучастия.
Кэтрин ван Спэнкерен. Краткая история американской литературы.

## Произведения
Сборники эссе
- Атака сложных стихов (Attack of the Difficult Poems), Чикаго: University of Chicago Press, 2011
- Мой путь: речи и поэмы. Чикаго: University of Chicago Press, 1999.
- Поэтика. Кембридж: Harvard University Press, 1992
- Сон содержимого: эссе 1975—1984. Лос-Анджелес 1986; там же, 1994; Northwestern University Press, 2001.
- Разговор с Дэвидом Энтиным. Нью-Йорк, 2002.
- Изощренность поглощения: Эссе. 1987, повторно — 1988.

Избранные поэтические сборники
- Переосмысления (Recalculating), Чикаго, 2013.
- Весь виски в раю (All the Whiskey in Heaven): избранные стихотворения. Нью-Йорк: Фаррар, Страус и Жиру, 2010.
- Мямля (Girly Man). Чикаго, 2006.
- Со струнными (With Strings). Чикаго, 2001.
- Республики реальности (Republics of Reality) 1975—1995. Лос-Анджелес, 2000.
- Тёмный город (Dark City). Лос-Анджелес, 1994.
- Грубые занятия (Rough Trades). Лос-Анджелес, 1991.
- Софист (The Sophist). Лос-Анджелес, 1987; повторно Salt Publishing 2004.

Либретто
- Слепой очевидец (Blind Witness). Нью-Йорк, 2008.
- Сумерки (Shadowtime). Лос-Анджелес, 2005.

Отдельные книги
- Три работы (Three Works), 2008.
- Гарантия (Warrant). Нью-Дели, 2005.
- Мир в огне (World on Fire). Ванкувер, 2004.
- Скажем просто (Let’s Just Say). Тусон, 2003)
- Четыре стихотворения Four Poems). Тусон, 1988
- Пелена (Veil). Мэдисон, 1987.
- Стигма (Stigma). Нью-Йорк, 1981.
- Дисфрукты (Disfrutes). Бостон, 1981.
- Чувства ответственности (Senses of Responsibility). Беркли, 1979, повторно — 1989.
- Приюты. Нью-Йорк, 1975.

## Переводы
Переводы Чарльза Бернштейна с французского:
- Оливье Кадьо. Красное, зеленое и черное. Хартфорд, 1990.
- Клод Руайе-Журну (Claude Royet‑Journoud). Материнская портьера. Виндзор, 1984.

Переводы произведений Чарльза Бершнтейна на другие языки:
- Русский: Изощренность поглощения. Пер. Патрик Генри, Алексей Парщиков, Марк Шатуновский. М., 2008. — ISBN 978-5-7974-0194-0.
- Русский: Смысл и изощренность // Современная поэзия, (№ 2 (3) — № 3 (4))).
- Русский: Испытание знака. Интроективный стих. Избранные стихотворения, статья и стихотворения. Предисловие и перевод Яна Пробштейна. // Новое литературное обозрение № 110 (4/2011). 237—255.
- Русский: Военные истории. Перевод Яна Пробштейна. // Иностранная литература № 6 (2011). 165—170.
- Португальский: Histórias Da Guerra: Poema de Charles Bernstein / Пер. Региса Бонвицино (Regis Bonvicino), Сан-Пауло, 2008.
- Шведский: De svåra dikterna anfaller, eller Högtspel i tropi-kerna: Dikter, essäer, samtal i urval, översättning & montage [The Attack of the Difficult Poems: A Tropics of High Stakes] / Ред. и пер. Андерс Лундберг (Anders Lundberg), Йонас (Й.) Магнуссон (Jonas (J) Magnusson), Йеспер Олссон (Jesper Olsson), Стокгольм, 2008.
- Финский: Runouden puolustus. Esseit ja runoja kahdelta vuosituhannelta (A Defence of Poetry. Essays and Poems From Two Millennia) / Ред. и пер. Лееви Лехто (Leevi Lehto), Хельсинки, 2006.
- Испанский: La política de la forma poética [The Politics of Poetic Form] / Пер. Нестор Кабрера (Néstor Cabrera), Габана, 2006; Мехико, 2007.
- Испанский: Selected Poems / Пер. Эрнесто Гросмана (Ernesto Grosman), Буэнос-Айрес, в печати.
- Французский: Un Test de Poésie / коллективный перевод, Марсель, 1995.
- Французский: Asile / Пер. Пол Кайнег (Paul Keineg), Марсель, 1998.